# Université d'El Tarf
L'université Chadli-Bendjedid d'El Tarf (en arabe : جامعة الشاذلي بن جديد الطارف,) a été fondée en 1992. L'université a son siège à El Tarf, une commune d'Algérie. El Tarf, est le chef-lieu de la wilaya d'El Tarf. L'université d'El Tarf est reconnue par le ministère de l'Éducation nationale algérien. L'université possède six facultés (droit, économie, etc.).